# Cine Castilla
El Cine Castilla va ser una sala d'exhibició cinematogràfica de les anomenades «de barri», situada al carrer d'Obradors, 10-12 de Barcelona.
Cap al 1923 o 1924, va obrir com a Cine Nuevo sota la regència de l'empresa Triunfo, que també explotava el cinema d'aquest nom al carrer del Rec Comtal i el Marina de la Barceloneta. El 17 de març del 1932, va començar a projectar cinema sonor en solitari, presentant com a primer programa Sombras del circo, La ley de Relámpago i El goal de la victoria.
El 27 de novembre del 1939, un cop finalitzada la Guerra Civil espanyola, va reobrir amb el nom de Castilla, amb dos programes diferents. A la tarda, La Pimpinela Escarlata i El perro de Flandes, i a la nit, La melodía de Broadway 1938 i Apuesta por amor.
El 5 de març del 1984 es va esternar com a sala X, amb llargues cues durant les primeres setmanes d'exhibició. Aquest període va durar quatre anys, tancant definitivament les portes el 26 de juny del 1988. Uns mesos després, la sala fou enderrocada i en el seu lloc s'hi va construir un bloc de pisos í un local de la Federació d'Associacions Veïnals de Barcelona.